# Nat Story
Nathaniel Edward Story (Oak Station, 8 augustus 1904 - Evansville, 21 november 1968) was een Amerikaanse jazz-trombonist.
Story speelde in de jaren twintig bij het orkest van Fate Marable die de passagiers op rivierschepen op de Mississippi vermaakte (tot 1927). Hij was lid van een groep van Floyd Campbell en in 1928 was hij bij Jones and Collins Astoria Hot Eght. In de jaren dertig werkte hij in New York: bij Luis Russell (1934), Sam Wooding (1934) en Chick Webb (1936-1939). Na de dood van Webb bleef hij bij diens orkest, nu onder leiding van zangeres Ella Fitzgerald, maar in 1940 verliet hij de groep. Hij speelde in het begin van de jaren veertig bij de bigbands van Andy Kirk en Lucky Millinder en was daarna slechts semi-professioneel actief in de muziek.
Story is te horen op opnames van Russell, Webb, Fitzgerald en Count Basie (1937).